# ヴィルヘルム・フォン・プロイセン (1906-1940)
ヴィルヘルム・フォン・プロイセン（Wilhelm von Preußen, 1906年7月4日 - 1940年5月26日）は、プロイセン及びドイツ皇族、軍人。最後のドイツ皇太子ヴィルヘルムの長男で、ヴィルヘルム2世の孫の一人。

## 生涯
ポツダムの大理石宮殿で、ヴィルヘルムとメクレンブルク＝シュヴェリーン大公フリードリヒ・フランツ3世の娘ツェツィーリエ（1886年 - 1954年）の間に第一子として生まれた。全名はヴィルヘルム・フリードリヒ・フランツ・ヨーゼフ・クリスティアン・オーラフ（Wilhelm Friedrich Franz Joseph Christian Olaf）。
1918年のドイツ革命で帝政が倒されたのち、ヴィルヘルムは弟のルイ・フェルディナントとともに実科ギムナジウムで教育を受けた。次いで1925年からケーニヒスベルク大学・ミュンヘン大学・ボン大学で法学を学んだ。
1933年6月3日、ヴィルヘルムはドロテーア・フォン・サルヴィアーティ（Dorothea von Salviati, 1907年 - 1972年）と貴賤結婚した。これによりヴィルヘルムはプロイセン王家家長の継承権（名目上のプロイセン王位とドイツ帝位の継承権）を喪失した。その後夫妻は二人の娘とともにシレジアに住んだ。 
第二次世界大戦が勃発するとヴィルヘルムはドイツ国防軍の予備役大尉として応召し、対フランス戦線に従軍した。ヴァランシエンヌ（フランスのノール＝パ・ド・カレー地域圏ノール県）で負傷し、1940年5月26日にニヴェレ（ベルギーのブラバン・ワロン州）にあった野戦病院で死去した。